# ديفيد لانج
ديفيد لانج (بالإنجليزية: David Lange)‏ (4 أغسطس 1942- 13 أغسطس 2005) هو سياسي نيوزلندي، شغل منصب رئيس الوزراء النيوزلندي الثاني والثلاثون من عام 1984 حتى عام 1989.
مهنة لانج الأساسية هي المحاماة، انتخب لأول مرة لعضوية البرلمان النيوزلندي في الانتخابات الفرعية لعام 1977. سرعان ما اكتسب لانج سمعة كبيرة لدهائه (ما استخدم أحيانًا ضده)، وفصاحته. أصبح لانج رئيس حزب العمال وزعيم المعارضة في عام 1983 خلفًا لبيل رولينغ. عندما دعا رئيس الوزراء روبرت مولدون إلى إجراء انتخابات في يوليو 1984، قاد لانج حزبه إلى فوز ساحق، وأصبح في سن الواحد والأربعين، أصغر رئيس وزراء لنيوزيلندا في القرن العشرين. اتخذ لانج إجراءات مختلفة للتعامل مع المشكلات الاقتصادية التي ورثها عن الحكومة السابقة. كانت بعض الإجراءات التي اتخذها مثيرة للجدل. لم تتوافق روح السوق الحرة لحكومة العمل الرابعة دائمًا مع التوقعات التقليدية لحزب ديمقراطي اجتماعي. أوفى لانج بوعد حملته الانتخابية، إذ رفض استقبال مرافق الموانئ النيوزيلندية للسفن الحاملة للسلاح النووي، والتي تعمل بالطاقة النووية، ما جعل من نيوزيلندا منطقة خالية من الأسلحة النووية. أعيد انتخاب لانج وحزبه في أغسطس 1987، استقال بعد ذلك بعامين وخلفه جيفري بالمر. تقاعد من البرلمان في عام 1996. وصفت رئيسة الوزراء هيلين كلارك تشريعات نيوزيلندا الخالية من الأسلحة النووية بأنها حصيلة عمل لانج وإرثه لبلاده.

## الجوائز والتكريم
حصل لانج على جائزة رايت لايفهود في عام 2003، تكريمًا لعمله الدؤوب في مواجهة الأسلحة النووية.
كُرم لانج أيضًا في حفل تكريم السنة الجديدة لعام 1990، وعُين كواحد من أعضاء وسام الشرف، وفي 2003 وخلال حفل تكريم عيد ميلاد الملكة، مُنح عضوية وسام نيوزلندا، التي تعتبر رتبة الشرف الأعلى التي تقدم لمواطني نيوزلندا المدنيين. 

## مناصب
- انتخب زعيم المعارضة (3 فبراير 1983 – 26 يوليو 1984).
- انتخب رئيس وزراء نيوزيلندا (26 يوليو 1984 – 8 أغسطس 1989).
- انتخب عضو مجلس الشورى البريطاني.
- انتخب عضو مجلس النواب النيوزيلندي عن دائرة Māngere (New Zealand electorate) [الإنجليزية]‏ (1977 – 1996).
- انتخب المدعي العام لنيوزيلندا [الإنجليزية]‏ (1989 – 1990).
- انتخب وزير التعليم [الإنجليزية]‏ (1987 – 1989).
- انتخب وزير الخارجية [الإنجليزية]‏ (26 يوليو 1984 – 24 أغسطس 1987).
- انتخب زعيم المعارضة (3 فبراير 1983 – 28 يوليو 1984).

## وصلات خارجية
- ديفيد لانج على موقع الموسوعة البريطانية (الإنجليزية)
- ديفيد لانج على موقع مونزينجر (الألمانية)
- ديفيد لانج على موقع إن إن دي بي (الإنجليزية)